# NASA Astronautengroep 8
NASA's achtste astronautengroep werd in 1978 geselecteerd, negen jaar na de selectie van de vorige groep. Omdat in de tussenliggende jaren veel astronauten het corps hadden verlaten, waren er veel nieuwe astronauten nodig. Groep acht was dan ook de grootste astronautengroep tot dan toe. Het was ook de eerste groep waarin vrouwelijke astronauten werden opgenomen.
De groep bestond uit:
| Astronaut           | Aantal vluchten | Missies                                                        | Status               |
| ------------------- | --------------- | -------------------------------------------------------------- | -------------------- |
| Guion Bluford       | 4               | STS-8, STS-61-A, STS-39 , STS-53                               | Pensioen 15.06.1993  |
| Daniel Brandenstein | 4               | STS-8, STS-51-G, STS-32, STS-49                                | Pensioen 01.10.1992  |
| James Buchli        | 4               | STS-51-C, STS-61-A, STS-29, STS-48                             | Pensioen ??.08.1992  |
| Michael Coats       | 3               | STS-41-D, STS-29, STS-39                                       | Pensioen 01.08.1991  |
| Richard Covey       | 4               | STS-51-I, STS-26, STS-38, STS-61                               | Pensioen 01.07.1994  |
| John Creighton      | 3               | STS-51-G, STS-36, STS-48                                       | Pensioen 15.07.1992  |
| John Fabian         | 2               | STS-7, STS-51-G                                                | Pensioen 31.12.1985  |
| Anna Fisher         | 1               | STS-51-A                                                       | Pensioen ??.06.2006  |
| Dale Gardner        | 2               | STS-8, STS-51-A                                                | Pensioen ??.10.1986  |
| Robert Gibson       | 5               | STS-41-B, STS-61, STS-27, STS-47, STS-71                       | Pensioen 15.11.1996  |
| Frederick Gregory   | 3               | STS-51-B, STS-33, STS-44                                       | Pensioen ??.04.1993  |
| David Griggs        | 1               | STS-51-D                                                       | Overleden 17.06.1989 |
| Terry Hart          | 1               | STS-41-C                                                       | Pensioen 15.06.1984  |
| Frederick Hauck     | 3               | STS-7, STS-51-A, STS-26                                        | Pensioen 03.04.1989  |
| Steven Hawley       | 5               | STS-41-D, STS-61-C, STS-31 , STS-82 , STS-93                   | Pensioen 27.02.2008  |
| Jeffrey Hoffman     | 5               | STS-51-D, STS-35, STS-46 , STS-61 , STS-75                     | Pensioen ??.07.1997  |
| Shannon Lucid       | 5               | STS-51-G, STS-34, STS-43 , STS-58 , STS-76 (MIR 21/22)         | Pensioen ??.01.2012  |
| Jon McBride         | 1               | STS-41-G                                                       | Pensioen 12.05.1989  |
| Ronald McNair       | 1               | STS-41-B, Verongelukte vlucht STS-51-L                         | Omgekomen 28.01.1986 |
| Richard Mullane     | 3               | STS-41-D, STS-27, STS-36                                       | Pensioen 01.08.1990  |
| Steven Nagel        | 4               | STS-51-G, STS-61-A, STS-37 , STS-55                            | Pensioen 28.02.1995  |
| George Nelson       | 3               | STS-41-C, STS-61-C, STS-26                                     | Pensioen 30.06.1989  |
| Ellison Onizuka     | 1               | STS-51-C                                                       | Omgekomen 28.01.1986 |
| Judith Resnik       | 1               | STS-51-C                                                       | Omgekomen 28.01.1986 |
| Sally Ride          | 2               | STS-7, STS-41-G                                                | Pensioen 15.08.1987  |
| Richard Scobee      | 1               | STS-41-C                                                       | Omgekomen 28.01.1986 |
| Margaret Seddon     | 3               | STS-51-D, STS-40, STS-58                                       | Pensioen 23.02.1998  |
| Brewster Shaw       | 3               | STS-9, STS-61-B, STS-28                                        | Pensioen ??.10.1989  |
| Loren Shriver       | 3               | STS-51-C, STS-31, STS-46                                       | Pensioen ??.05.1993  |
| Robert Stewart      | 2               | STS-41-B, STS-51-J                                             | Pensioen ??.01.1986  |
| Kathryn Sullivan    | 3               | STS-41-G, STS-31 , STS-45                                      | Pensioen ??.06.1993  |
| Norman Thagard      | 5               | STS-7, STS-51-B , STS-30 , STS-42 , Sojoez TM-21/MIR-18/STS-71 | Pensioen 03.01.1996  |
| James van Hoften    | 2               | STS-41-C, STS-51-I                                             | Pensioen 01.08.1986  |
| David Walker        | 4               | STS-51-A, STS-30 , STS-53, STS-69                              | Pensioen 15.04.1996  |
| Donald Williams     | 2               | STS-51-D, STS-34                                               | Pensioen 01.03.1990  |